# راینهارد استامف
راینهارد استامف (انگلیسی: Reinhard Stumpf؛ زادهٔ ۲۶ نوامبر ۱۹۶۱) بازیکن فوتبال اهل آلمان است که در پست مدافع بازی می‌کرد.
از باشگاه‌هایی که در آن بازی کرده‌است می‌توان به باشگاه فوتبال کلن، باشگاه فوتبال هانوفر ۹۶، باشگاه فوتبال گالاتاسرای، باشگاه فوتبال کایزرسلاوترن، باشگاه فوتبال کیکرز اوفنباخ، باشگاه فوتبال کارلسروهه و باشگاه فوتبال وگالتا سندای اشاره کرد.